# Jahre des Terrors
Jahre des Terrors (russisch Тридцать пятый и другие годы (Страх), книга первая, 1988 г. / Tridzat pjaty i drugije gody (Strach), kniga perwaja, 1988) ist der zweite Roman des Vierteilers Die Kinder vom Arbat von Anatoli Rybakow. Der Text wurde 1988 im Heft 9 der Moskauer Literaturzeitschrift Дружба народов (Druschba narodow / Völkerfreundschaft) vorabgedruckt. In Buchform erschien das Werk 1990 im Verlag der Zeitung Iswestija unter dem Titel Страх (Strach / Die Angst) in einer Auflage von einer halben Million Exemplaren und im Verlag Советский писатель (Sowetski pissatel / Der sowjetische Schriftsteller) in einer Auflage von 100 000 Exemplaren. Die Übertragung ins Deutsche von Juri Elperin kam 1990 bei Kiepenheuer & Witsch in Köln heraus.
Thematisiert werden der Große Terror und die Moskauer Prozesse. Also liegt nichts Geringeres als ein erzählerischer Verarbeitungsversuch der Stalinschen Säuberungen vor. Die Handlung in diesem zweiten Roman läuft vom Dezember 1934 bis zum Januar 1937. In allen drei vorliegenden Romanen des oben genannten Vierteilers muss der Leser hauptsächlich vier alternierend vorgetragene Handlungsstränge auseinanderhalten:
- die Liebesgeschichte zwischen dem Terroropfer Alexander Pawlowitsch Pankratow – das ist der 1911[10] geborene Sascha – und der jungen, hilfsbereiten geradlinig denkenden und redenden Warja Iwanowa[A 1],
- der Aufstieg von Saschas Schulfreund Jurij Scharock – das ist  der gelernte Jurist[11] Jura – zum willfährigen NKWD[A 2]-Vernehmungsbeamten,
- die beiden Geschichten von Saschas Schulfreund Wadim Marassewitsch sowie seiner Schwester Vika und
- die Gedankengänge Stalins, der sich – als hinterhältiger Schreibtischmörder dargestellt – immer wieder die Frage stellt: Wie lasse ich jene noch lebenden altgedienten Bolschewiken umbringen, die Lenin aus seinem Umkreis als Anwärter zur Besetzung künftiger Machtpositionen benannt hatte.

## Inhalt

### Sascha und Warja
Sascha hat sein „ganzes Leben am Arbat, Haus 51, gewohnt“. Am 19. Januar 1934 wurde er verhaftet und laut Paragraph 58.10 am 20. Mai 1934 von der Sonderkommission der GPU wegen konterrevolutionärer Agitation und Propaganda für drei Jahre nach Sibirien verbannt. Im Dorf Mosgowa an der Angara in der Nähe vom Keshma betätigt er sich auf dem Bau als Zimmermann. Über die verspätet eingehende Zeitung erfährt Sascha vom Terror-Erlass des Zentralexekutivkomitees der UdSSR. Wer Angehörige der sowjetischen Behörden terrorisiert, wird angeklagt, gerichtlich verurteilt und ohne Berufungsoption gnadenlos unverzüglich nach der Verurteilung hingerichtet. In der Zeitung ist von Massenerschießungen die Rede. Tausende Leningrader Adelige werden ausgesiedelt. Eigentlich könnte Sascha über seine Freiheitsberaubung froh sein. Als verbannter Feind muss er nicht in Moskau auf Kundgebungen die Entlarvung und Erschießung der Gegner fordern.
Sascha hat viel Zeit. Im Winter auf das Jahr 1936 verfasst er Prosa zum Thema Französische Revolution und schickt die Texte seiner Mutter nach Moskau.
Warja, die als Konstruktionszeichnerin arbeitet, macht an der Moskauer Hochschule für Bauwesen ein Abendstudium und wohnt mit ihrer Schwester Nina, einem Parteimitglied, das im Direktstudium Geschichtslehrerin geworden ist, zusammen. Die Geschwister haben die Eltern verloren und streiten sich über Politik. Warja kann Stalin nicht ausstehen. Nina könnte nach einem solchen Eingeständnis ihrer Schwester explodieren. Allerdings hat Nina nach Saschas Verhaftung Unterschriften für dessen Freilassung gesammelt. Das Papier hatte ihre vorgesetzte Schuldirektorin Alewtina Fjodorowna  Smirnowa – Parteimitglied sei 1919 – zerrissen.
Warja – mathematisch und physikalisch begabt – fällt das Studium leicht. Oft findet sie noch Zeit für einen Besuch Sofija Alexandrownas. Das ist Saschas Mutter. Saschas Vater hat die Mutter verlassen. Warja hat sich von dem Billardspieler Kostja, einem Taugenichts, scheiden lassen.
Am 19. Januar 1937 kommt Sascha frei. Seine Dokumente liegen beim NKWD in Krasnojarsk. Auf dem Wege dorthin schlägt er sich nach Taischet durch.

### Jura
Lena Budjagina – die Tochter Iwan Grigorjewitsch Budjagins – besucht Jura im Zentralkrankenhaus des NKWD. Er liegt einer Blinddarmentzündung wegen dort. Lena ist von Jura das zweite Mal schwanger. Sie hat sich von Jura, dem Mitarbeiter bei den Geheimen Sicherheitsorganen, getrennt, weil dieser kein Kind will. Eine Abtreibung, wie bei der ersten Schwangerschaft, kommt für Lena dieses Mal nicht in Frage.
Lenas Vater Iwan Grigorjewitsch Budjagin arbeitet an einem Exposé, die politische Linie zur Schaffung einer Einheitsfront gegen den Faschismus betreffend, wie sie auf dem bevorstehenden VII. Kongress der Komintern im Sommer 1935 debattiert werden soll. Budjagin weiß, Stalin ist ganz anderer Ansicht als er in seinem Exposé. Budjagin gehört der Garde verdienter Bolschewiki an; hatte anno 1918 Tuchatschewski während eines Kommandounternehmens das Leben gerettet. Wenn Budjagin jener Zeiten gedenkt, so muss er Stalin den „obersten Stümper“ nennen. Im Gegensatz zu Stalin erkennt Tuchatschewski als geborener Feldherr in Deutschland den sowjetischen Hauptfeind.
Bei der Vorbereitung des Sinowjew-Kamenew-Prozesses (siehe unten) muss sich Jura an der schmutzigen Arbeit, dem sogenannten „Knacken“, beteiligen. Aussagen sind zu erpressen. Beim Verhör traktiert er das Gesicht einer Frau mit der Faust. Die Gefangene hatte Jura zuvor ins Gesicht gespien. Er tritt die Häftlinge und benutzt den Gummiknüppel. Anatoli Rybakow schreibt: „Schlagen war keine leichte Arbeit.“ Jura hält ein, sobald der Häftling kapituliert. Es gibt schlimmere – zum Beispiel den Untersuchungsführer Tschertok. In der Besprechung bei Moltschanow, dem Koordinator aller NKWD-Untersuchungsgruppen, erkennt Jura, Schuld ist zu konstruieren, damit Gegner Stalins wie Sinowjew, Kamenew, Bakajew, Smirnow und Mratschkowski erschossen werden können. Letzterer wird von dem feigen Sluzki vernommen und zu einem Lügen-Geständnis überredet. Dem ehemaligen Trotzkisten Smirnow ist Jura nicht gewachsen. Jura fragt sich: Wie kann Smirnow Terrorist sein, wenn er seit 1933 inhaftiert war? Den muss sich der grausame und zynische Gai, Leiter der Sonderabteilung, vornehmen. Selbst als Gai den Gummiknüppel drohend schwingt, bleibt Smirnow unbeeindruckt. Erst, als das Leben von Smirnows Tochter Olga bedroht wird, unterschreibt Smirnow das Protokoll aller verlangten Halb- und Unwahrheiten.
Jura ist erleichtert. Der Fall Kamenew wird Mironow, dem Chef der Wirtschaftsabteilung des NKWD, einem gebildeter Mann, übertragen. Mironow und selbst der brutale Tschertok erreichen nichts. Jeshow droht Kamenew, dessen 12-jährigen Sohn umbringen zu lassen. Kamenew wird nach der „Sitzung“ in der Zelle gefoltert. Stalin will unterschriebene Geständnisse sehen, so wie er sie diktiert hat und zwar rasch. Als die Zeit drängt, lässt Jagoda auch Sinowjew in der Zelle foltern. Der Gefangene macht am 19. August 1936 vor Gericht keine gute Figur. Smirnow widerlegt die Lügen-Geständnisse der Mitangeklagten. Alle Angeklagten werden verurteilt und am Morgen des 24. August erschossen. Anatoli Rybakow zitiert Smirnows letztes Wort: „Wegen unseres unwürdigen Verhaltens vor Gericht haben wir das verdient.“

### Wadim und Vika
Vika hat für Jura als Agentin gearbeitet. Nun angelt sie sich den begüterten Aristokraten Charles, einen vielbeschäftigten Korrespondenten eines französischen Blattes und heiratet ihn. Wadim, der von der Obrigkeit geschätzte erbarmungslose Literaturkritiker, ein „parteiloser Bolschewik“ und Mitglied des Schriftstellerverbandes, ist ob einer solchen Ehe der Schwester mit einem Ausländer außer sich.
Von solch einem „Schlächter und Speichellecker“ wie ihrem Bruder Wadim lässt sich Vika nicht die Leviten lesen.
Es kommt, wie es kommen muss. Nachdem Vika ein halbes Jahr in Paris gelebt hat, wird Wadim ins NKWD Kusnezki Most 24 zitiert. Wadim begreift nicht: Er, ein namhafter Literat, Sohn Professor Marassewitschs – Berater im Kreml-Krankenhaus – soll wegen seiner Schwester, dieser Schlampe, dieser Nutte, dort Rede und Antwort stehen. Der Geheimdienst wirft ihm vor, er habe „konterrevolutionäre Gespräche“ geführt. Wadim könnte sich die Zunge abbeißen. Er hat die Namen von über zwanzig Personen genannt, denen er im Hause seines Vaters, des Professors, begegnet ist. Zu allem Überfluss hat er noch jenen Stalin-Witz angegeben, den er seinem Friseur Sergej Alexejewitsch Feoktistow weitererzählt hat. Wadim ist entsetzt: Er, der Schwager eines sowjetfeindlichen Korrespondenten, macht antisowjetische Propaganda.
Während der nächsten Vorladung wird Wadim im NKWD Kusnezki Most 24 nach seinem ehemaligen Mitschüler Alexander Pawlowitsch Pankratow befragt. Die Plaudertasche Wadim schwatzt noch über seine ehemaligen Schulfreunde Lena Budjagina, Warjas Schwester Nina Iwanowa und Maxim Kostin. Alle Angaben werden aktenkundig. Wadim ist verängstigt, als er das Protokoll unterschreiben muss. Der Eingeschüchterte verpflichtet sich zur Berichterstattung an die Adresse des NKWD unter dem Decknamen Vaclav.

### Stalin
Am 14. Mai 1935 fährt Stalin nach Kunzewo in seine neue Datsche. Die alte in Subalowo hatte ihn zu sehr an seine zweite Frau Nadja erinnert. Warum nur hatte sich die 22 Jahre jüngere umgebracht? Weil er nicht mit ihr ins Theater gegangen war? Er hatte ja keine Zeit. Nadja hatte die Erziehung der gemeinsamen Kinder Wassili und Swetlana auf ihn abgewälzt. Die oben angekündigte Gedankenarbeit Stalins beschränkt sich zunächst auf familiäre Kümmernis. Warum hat Schwager Aljoscha Swanidse Stalins Sohn Jakow aus erster Ehe mit Katharina zum Studium nach Moskau mitgebracht?
Am 7. Juli 1935 leitet Stalin die Sitzung der Verfassungskommission. Anatoli Rybakow fasst das Wüten Stalins seit jenem Sommer 1935 in den zwei Sätzen zusammen: „Er (Stalin) durfte weder klar erkennbare noch potentielle Rivalen haben. Alles potentiell Gefährliche mußte ausgerottet werden.“ So geschah es.
Das Morden hat kein Ende. Stalin weist Jeshow an, die Vorbereitung der Prozesse gegen die Trotzkisten Sinowjew und Kamenew zu forcieren. Damit nicht genug. Der NKWD-Mann Jagoda hat seine Schuldigkeit getan und muss „ausgewechselt“ werden. Nach dem Sinowjew-Kamenew-Prozess, den Wyschinski führen soll, wird Jeshow Jagodas Platz einnehmen. Stalin kann sich eines Lächelns nicht erwehren, wenn er sich vorstellt, wie der feinfühlige naive Idealist Ter-Waganian, ein Bolschewik, von seinem erbittertsten Feind, dem ehemaligen Menschewiken Wyschinski, zum Tode verurteilt werden wird. Die Armee muss auch noch „gesäubert“ werden. Wenn Stalin nur an die Heroen des Bürgerkrieges denkt, diese unverschämt-überheblichen Halunken. Diese Tuchatschewski, Jakir, Uborewitsch müssen vernichtet werden. Stalin will nebenbei Angst im Lande schüren, denn gefestigte Macht basiere zuerst auf Angst. Stalin sieht sich als den eigentlichen Historiker seiner Partei, duldet keinen Historiker neben sich und sieht die geschichtlichen Relationen – zum Beispiel: Warum ist die Pariser Kommune untergegangen? Ganz einfach – weil man seinerzeit in Frankreich vom Terror absah. Mit dem Terror – so Stalin – lassen sich Gesinnungen nivellieren. Zudem erwecken „geheime Repressalien“ im Volke Furcht.
Jagoda hat im Auftrag Stalins den Prozess gegen Bucharin und Rykow vorzubereiten. Als sich Jagoda dabei als unfähig erweist, wird Jeshow am 25. September 1936 dessen Nachfolger.

## Zitat
Anatoli Rybakow zitiert Alexei Tolstoi zum Ausgang des Sinowjew-Kamenew-Prozesses (August 1936): „Der Verrat... ist der gemeinste und niederträchtigste aller in der Geschichte der Menschheit begangenen.“

## Form
Der Titel des Roman-Vierteilers „Die Kinder vom Arbat“ ist zweideutig. Symbolisch gesprochen sind Kinder solche Protagonisten wie Sascha, Warja, Jura und Wadim, die, inzwischen zwanzig- und über dreißigjährig geworden, am Arbat zusammen aufgewachsen sind. Zudem wird das Arbat-Viertel von prominenten Politikerfamilien bevölkert. Ein Kind im Wortsinne ist zudem der zwölfjährige Sohn Kamenews, mit dessen Ermordung der NKWD-Mann Jeshow droht, falls der Vater nicht das von Stalin diktierte Geständnis unterzeichnet.
Anatoli Rybakow schreibt, „fast alle Mitarbeiter des NKWD“ seien in den Jahren nach den oben genannte Moskauer Prozessen umgebracht worden. Beweise wurden vernichtet.  Woher hat dann der Autor das Material zur erzählerischen Inszenierung historischer Personen wie Jagoda, Jeshow, Moltschanow, Mironow, Gai, Sluzki und Tschertok in seiner Prosa?
Wenn Anatoli Rybakow an einem Kapitelende – erkenntlich an kursivem Satz – Opferschicksale knapp dokumentiert, greift er manchmal zeitlich vor. Mitunter muss der Leser aufpassen. So wird Bucharins Hinrichtung zeitig erwähnt (S. 136) und knapp 300 Seiten später aus ihrer Vorgeschichte erzählt (S. 413).

## Verfilmung
Auf der Grundlage der ersten drei Teile des Roman-Vierteilers Die Kinder vom Arbat wurde 2004 der 16-teilige gleichnamige TV-Film von Andrei Andrejewitsch Eschpai ausgestrahlt. Jewgeni Eduardowitsch Zyganow spielte den Sascha Pankratow, Tschulpan Nailjewna Chamatowa die Warja Iwanowa, Daniil Alexandrowitsch Strachow den Jura Scharok, Andrei Wladimirowitsch Kusitschow den Wadim Marassewitsch, Soja Alexandrowna Kaidanowskaja seine Schwester Vika und Maxim Alexandrowitsch Suchanow den Stalin.

## Verwendete Ausgabe
Teil 2 des Roman-Vierteilers:
- Anatolij Rybakow: Jahre des Terrors. Roman. Deutsch von Juri Elperin. 440 Seiten. Deutscher Taschenbuch Verlag (dtv 11590), München 1992, ISBN 3-423-11590-4